# Imortela
Kapela IMORTELA byla založena v Otrokovicích roku 2005 čtveřicí muzikantů toužících hrát a tvořit vlastní skladby ve stylu „melodic metal“.

## Historie a tvorba
Své první CD s názvem Nevěřím na sliby kapela vydala v roce 2005. Toto CD obsahuje např. svižnou hitovku „Dokonalý“.
Po krátkém čase kapela přibrala pátého člena, a to na post klávesisty. V této sestavě Imortela v roce 2007 natočila své druhé CD s názvem Nesmrtelný, obsahující mimo jiné skladby „Nesmrtelný“, „Pár tónů“ nebo „White Dream“. Fanoušky byla deska velmi dobře přijata a dodnes je o ni zájem.
Další plackou kapely je nahrávka MMXI, vydaná v roce 2011, obsahující skladby „Bouře“ a „Šestý smysl“.
Následující období kapely se již neslo v duchu celkově tvrdšího soundu, a to především díky výměně kláves za druhou kytaru.
Další studiové počiny byly vydány jednotlivě, v roce 2014 šlo o skladbu „Dávné prokletí“, ke které kapela pořídila také svůj první oficiální videoklip, a v roce 2015 o skladby „Nechci odejít“ a „You make me feel“.
Od vydání studiového alba Nespoutaná obsahujícího hity jako „Naplno žít“ a „Svár“ v roce 2019 kapela působila pouze s jedním kytaristou. Koncem téhož i následujícího roku došlo ke změnám také na postech zpěvu a baskytary.
V roce 2021 byla sestava znovu doplněna o druhého kytaristu a vydala skladbu „Slunce tepe v nás“, která vznikla pro komunitu majitelů a příznivců automobilů japonských značek. Ke skladbě byl natočen také reportážní videoklip ze srazu japonských aut poblíž zámku Plumlov. Skladba se v 52. týdnu téhož roku dostala na druhé místo hitparády Česká desítka rádia RockZone 105,9.

## Současná sestava
- Lenka Čechová – zpěv
- Marek Bartoň – kytara, doprovodný zpěv
- Radim Novozámský – kytara, syntezátor
- Josef Suchomel – baskytara
- David Braunšleger  – bicí,

## Diskografie
- Nevěřím na sliby, 2005
- Nesmrtelný, 2007
- MMXI, 2011
- Nespoutaná, 2019